# Kinder (Luizjana)
Kinder – miasto w Stanach Zjednoczonych, w stanie Luizjana, w parafii Allen.